# Cyrtoclytus multizonus
Cyrtoclytus multizonus är en skalbaggsart som beskrevs av J. Linsley Gressitt 1951. Cyrtoclytus multizonus ingår i släktet Cyrtoclytus och familjen långhorningar. Inga underarter finns listade i Catalogue of Life.